# Кріс Біллем-Сміт — Матеуш Мастернак
Бій Кріс Біллем-Сміт — Матеуш Мастернак (англ. Chris Billam-Smith vs Mateusz Masternak), з назвою Повернення короля (англ. Return of the King) — професійний боксерський поєдинок між чемпіоном WBO у першій важкій вазі Крісом Біллем-Смітом і Матеушем Мастернаком. Бій відбувся 10 грудня 2023 року в Міжнародному центрі Борнмута у Борнмуті (Дорсет, Англія, Велика Британія). Кріс Біллем-Сміт здобув перемогу відмовою суперника від продовження бою.
В андеркарді провів поєдинок українець Дмитро Федас. Він поступився рішенням за очками представнику Великої Британії Льюїсу Едмондсону.

## Час початку
Головна подія розпочалася о 23:00 за київським часом.